# Ngành Da gai
Ngành Da gai hay Động vật da gai, danh pháp khoa học Echinodermata, là một ngành động vật biển, chúng sống ở nhiều độ sâu khác nhau từ đới gian triều đến đới biển sâu.
Ngành này bao gồm khoảng 7.000 loài còn sống, là ngành lớn thứ 2 trong các động vật miệng thứ sinh sau nhóm động vật có dây sống. Ngành này cũng là ngành lớn nhất bao gồm các loại nước ngọt và các loài trên cạn.

## Giới thiệu giản lược
Ngành Động vật da gai (Echinodermata) là một loại của Động vật miệng thứ sinh (deuterostomia), có được vị trí tiến hoá ở trong động vật không đốt sống rất cao, đại đa số sinh tồn ở đáy biển và đại dương, thiểu số hải sâm trải qua sinh tồn phù du; chủng loại sinh tồn tự do có thể đạt tới chuyển động chậm chạp, thong thả. Từ biển nông đến biển sâu vài nghìn mét đều có phân bố rộng khắp. Chủng loại hiện còn sống có hơn 6.000 loài, nhưng mà nhiều chủng loại hoá thạch đạt đến hơn 20.000 loài, từ Kỷ Cambri xuất hiện đến suốt cả Đại Cổ Sinh đều rất phồn thịnh, trong đó có năm lớp đã bị tuyệt diệt hoàn toàn. Các lớp như Sao biển, Cầu gai, Hải sâm, Đuôi rắn biển, v.v mà ta thường thấy ở ven sát bờ biển đều thuộc về Ngành Động vật da gai. Chúng nó đều có một ít nơi cư trú đặc thù về phương diện cấu trúc hình thái và sự phát sinh, có khác biệt rất lớn với đơn vị phân loại không xếp hạng Động vật nguyên khẩu. Sự khác biệt mà quan sát từ bên ngoài là rất lớn, có hình dạng sao, hình dạng cầu, hình dạng ống tròn và hình dạng hoa. Đối xứng toả tròn 5 nan hoa bánh xe - thuộc bậc đối xứng toả tròn thứ sinh, biểu hiện ra bên ngoài là do các chân ống xếp đặt theo thứ tự. Cách phân biệt thân thể là phần nan hoa thì có chân ống hoặc gọi vùng chân hút và phần trục bánh xe thì không có chân ống hoặc gọi vùng ở giữa chân hút. Cơ quan bên trong, bao gồm hệ mạch nước, hệ thần kinh, hệ mạch máu và hệ sinh sản tất cả đều là đối xứng toả tròn, chỉ có đường tiêu hóa là không kể đến. Thành phần của thân thể gồm mặt có miệng và mặt đối miệng (mặt có miệng dùng cho tiêu hoá, mặt đối miệng dùng cho bài tiết). Bộ xương rất phát triển tới nơi, cấu thành từ rất nhiều tấm xương calci cácbônát đơn nhất tách ra, tất cả các tấm đều do từng cái một canxít đơn tinh thể hợp thành nên. Phần nhiều là dị thể đực cái (tách ra giống đực và giống cái), tế bào sinh sản phóng thích đến trong nước biển nhằm thụ tinh. Ấu thể lúc mới sinh ra giống nhau hình dạng, về sau thì tuỳ lớp mà khác nhau, thiểu số chủng loại có thể trải qua sinh sản tách đôi (fission) vô tính. Chúng nó rất mẫn cảm với sự ô nhiễm nước, song lực tái sinh thông thường rất mạnh. Phương thức tìm bắt thức ăn là bản tính nuốt thức ăn, bản tính lọc thức ăn và bản tính ăn thịt.

## Đặc trưng ngoại hình

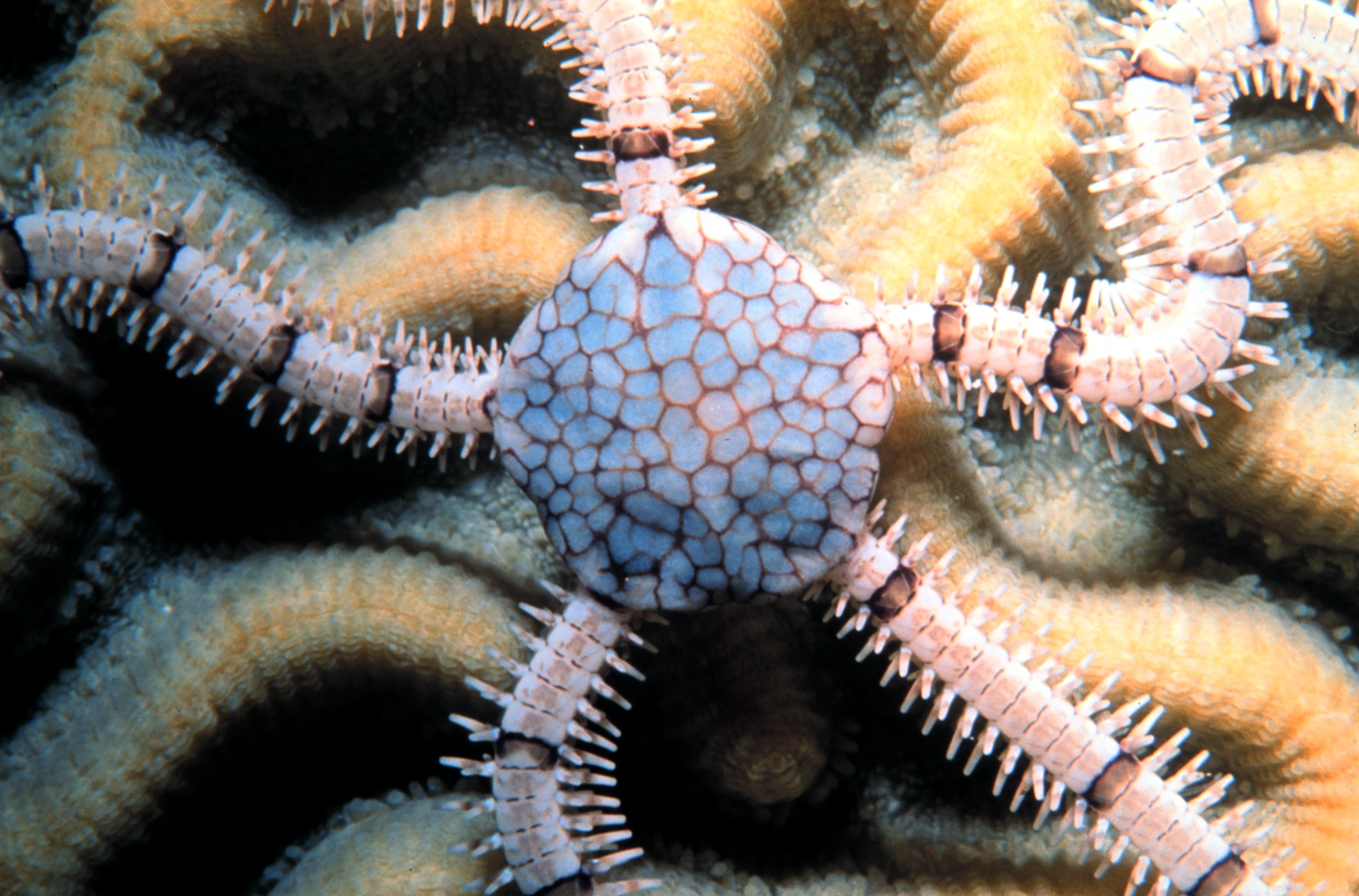
Loài Ophionereis reticulata, một loài sao biển tính giòn

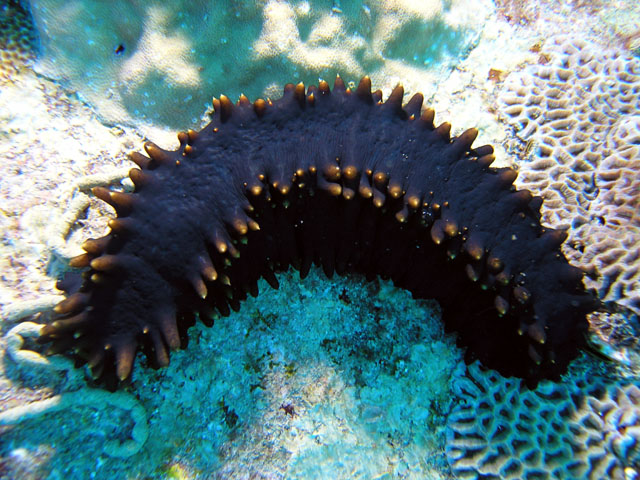
Một loài hải sâm đến từ Malaysia

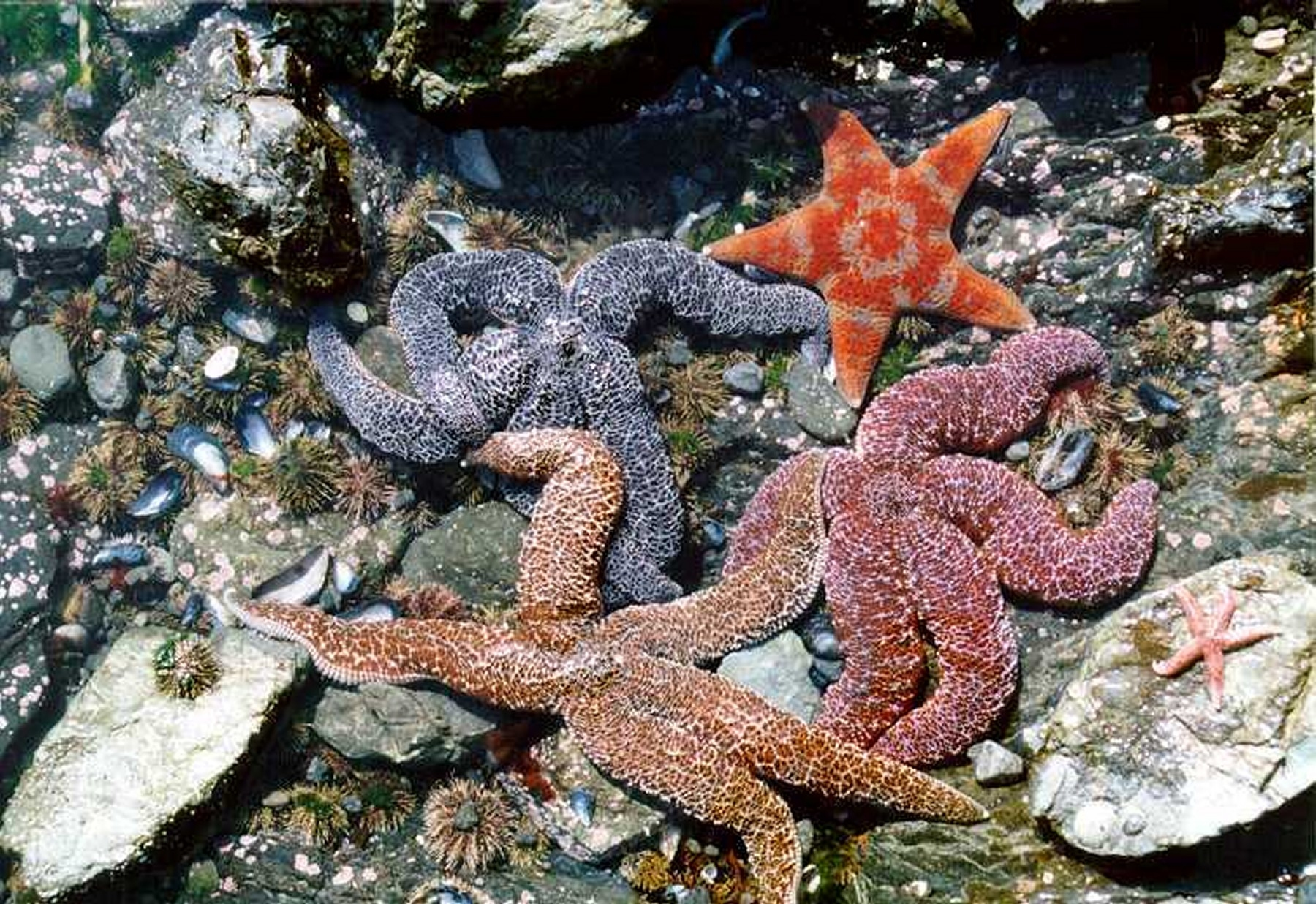
Triển lãm số lượng nhiều màu sắc của loài sao biển

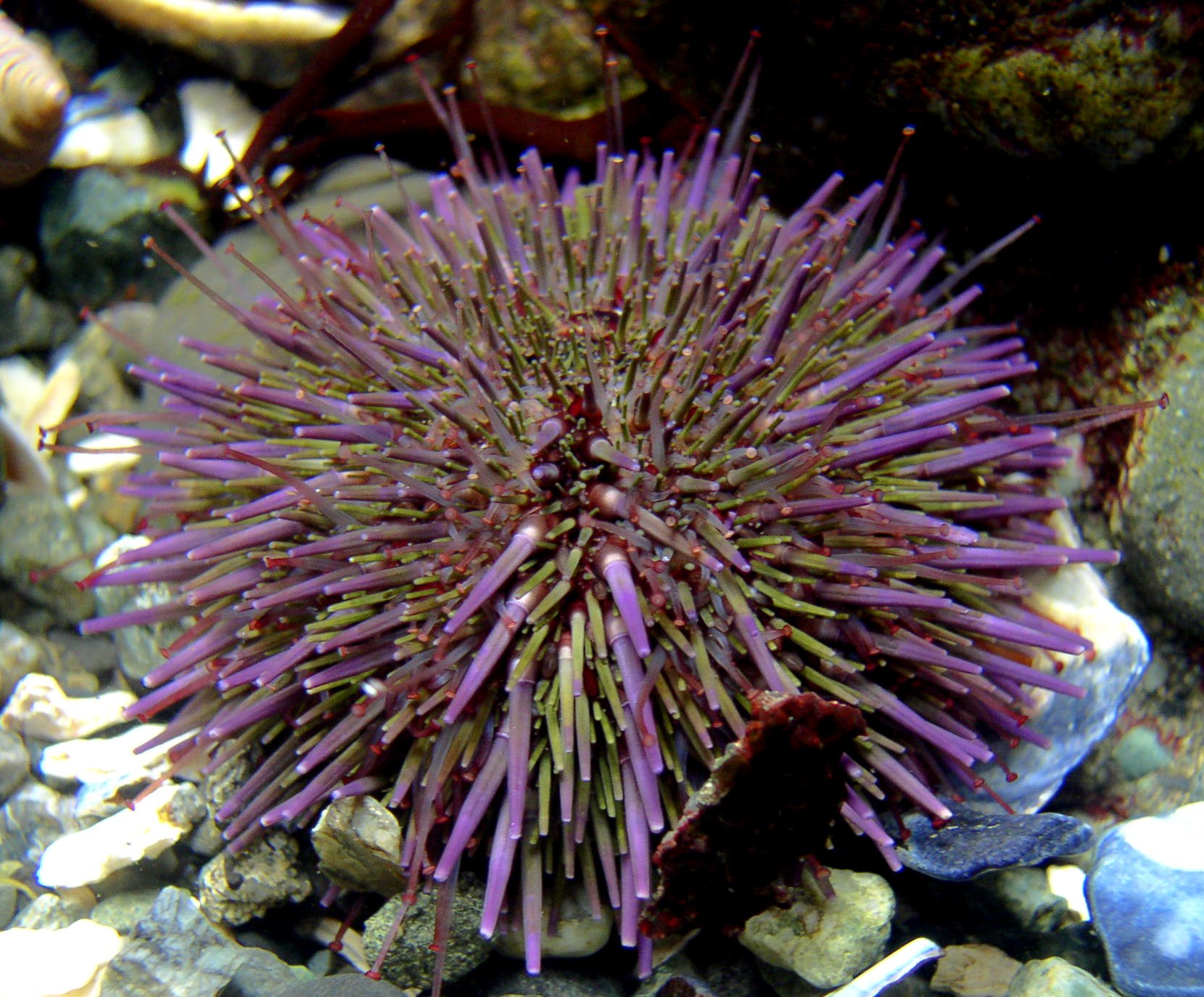
Loài Nhím biển tía, một loài cầu gai có vỏ gai vây bọc bên ngoài cùng biểu bì rất tốt

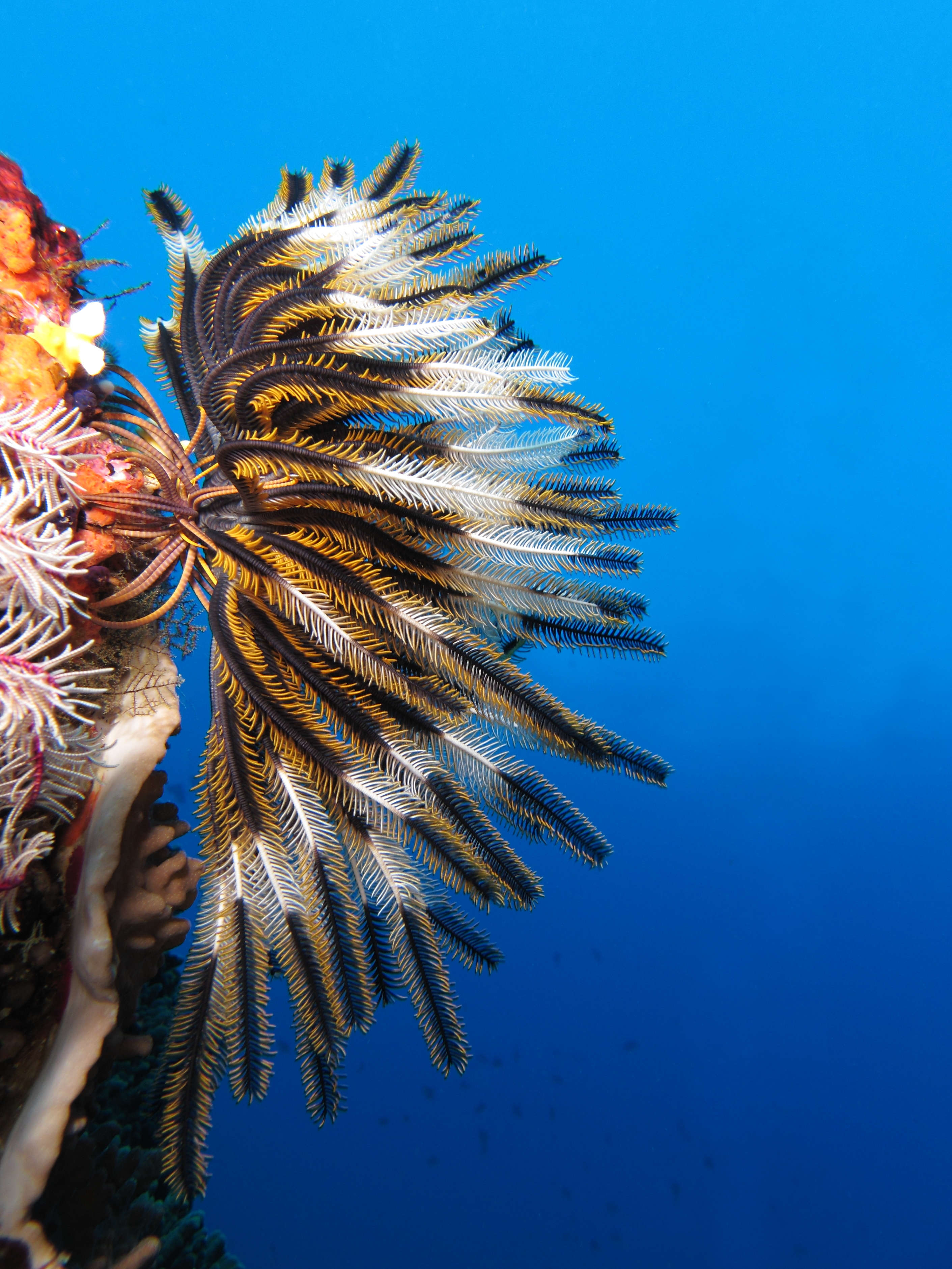
Một loài của lớp Huệ biển bám dựa vào rạn san hô

Sự khác biệt mà quan sát từ bên ngoài là rất lớn, có hình dạng sao, hình dạng cầu, hình dạng ống tròn và hình dạng hoa. Đối xứng toả tròn 5 nan hoa bánh xe biểu hiện ra bên ngoài là do các chân ống xếp đặt theo thứ tự. Căn cứ vào có hay không có chân ống, thân thể chia ra là phần nan hoa thì có chân ống hoặc gọi vùng chân hút và phần trục bánh xe thì không có chân ống hoặc gọi vùng ở giữa chân hút. Cơ quan bên trong, bao gồm hệ mạch nước, hệ thần kinh, hệ mạch máu và hệ sinh sản tất cả đều là đối xứng toả tròn, chỉ có đường tiêu hóa là không kể đến. Do vì đối xứng toả tròn nên chia thân thể là mặt có miệng và mặt đối miệng.
Dù cho hình thể các lớp động vật của ngành này có khác biệt rất lớn, nhưng cấu tạo cơ bản của chúng nó hoàn toàn nhất luật. Lớp Sao biển và lớp Đuôi rắn hiện ra hình sao, từ trên xuống dưới bẹt bằng nhau, trục thân thể rất ngắn, mặt có miệng hướng về phía dưới, chân ống đi sát bên cổ (nan hoa) xếp đặt theo thứ tự làm thành hình dạng toả tròn. Lớp Cầu gai và lớp Hải sâm thì trục thân thể kéo dài, phần nan hoa và phần trục kết hợp với nhau, thân thể hiện ra hình cầu hoặc hình ống tròn, chân ống xếp đặt theo thứ tự làm thành kinh tuyến. Lớp Huệ biển thì mặt có miệng hướng lên trên, mặt đối miệng có cuống dài hoặc cành cong được dùng để cho bám dựa.
Bộ xương của ngành Động vật da gai rất phát triển tới nơi, cấu thành từ rất nhiều tấm xương calci cácbônát đơn nhất tách ra, tất cả các tấm đều do từng cái một canxít đơn tinh thể hợp thành nên. Biểu bì vây bọc bên ngoài bộ xương, thượng bì thông thường mang theo gai. Lớp Cầu gai và lớp Sao biển có gai xiên không giống nhau. Bộ xương của lớp Cầu gai là phát triển tới nơi nhất, tấm xương càng cùng gắn kết thân thiết với nhau thì càng hợp thành vỏ. Tấm xương cổ của lớp Sao biển, Đuôi rắn và Huệ biển hoàn thành hình dạng đốt xương nhỏ. Bộ xương của lớp Hải sâm không phát triển tới nơi nhất, bộ xương biến đổi thành xương hình kim khâu, còn gọi là xương mảnh, phân tán cực kì nhỏ.

## Tập tính sinh tồn
Đại đa số đình lưu ở đáy biển và đại dương, thiểu số lớp Hải sâm trải qua sinh tồn phù du; các loại sinh tồn tự do đạt tới di động chậm chạp, thong thả. Phương thức tìm bắt thức ăn là bản tính nuốt thức ăn, bản tính lọc thức ăn và bản tính ăn thịt.

## Sinh sản và sinh trưởng

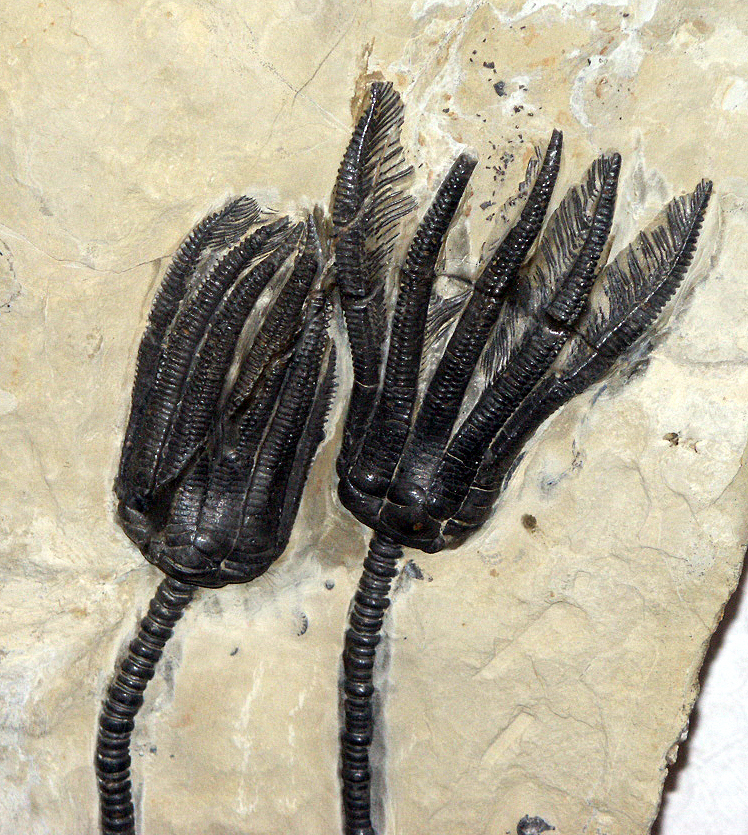
Một loài của lớp Huệ biển đạt đến trình độ sinh sản tách đôi vô tính.

Phần nhiều là dị thể đực cái, tế bào sinh sản phóng thích đến trong nước biển cốt để thụ tinh, ấu thể lúc mới sinh ra giống nhau về hình dáng, về sau thì tuỳ lớp mà khác nhau, thiểu số chủng loại có thể trải qua sinh sản tách đôi vô tính. Chúng nó rất mẫn cảm với sự ô nhiễm nước, song lực tái sinh thông thường rất mạnh.

## Phân loại và phát sinh chủng loại
Có 5 lớp:
- Lớp Huệ biển - Crinoidea
- Lớp Sao biển - Asteroidea
- Lớp Đuôi rắn - Ophiuroidea
- Lớp Cầu gai - Echinosidea
- Lớp Hải sâm - Holothuroidea

|  | Lớp Hải sâm |
|  |             |
|  | Lớp Cầu gai |
|  |             |

|  | Lớp Đuôi rắn |
|  |              |
|  | Lớp Sao biển |
|  |              |

|  | Lớp Hải sâm |
|  |             |
|  | Lớp Cầu gai |
|  |             |

|  | Lớp Đuôi rắn |
|  |              |
|  | Lớp Sao biển |
|  |              |

|  | Lớp Hải sâm |
|  |             |
|  | Lớp Cầu gai |
|  |             |

|  | Lớp Đuôi rắn |
|  |              |
|  | Lớp Sao biển |
|  |              |

|  | Lớp Hải sâm |
|  |             |
|  | Lớp Cầu gai |
|  |             |

|  | Lớp Đuôi rắn |
|  |              |
|  | Lớp Sao biển |
|  |              |

|  | Lớp Hải sâm |
|  |             |
|  | Lớp Cầu gai |
|  |             |

|  | Lớp Đuôi rắn |
|  |              |
|  | Lớp Sao biển |
|  |              |

|  | Lớp Hải sâm |
|  |             |
|  | Lớp Cầu gai |
|  |             |

|  | Lớp Đuôi rắn |
|  |              |
|  | Lớp Sao biển |
|  |              |

|  | Lớp Hải sâm |
|  |             |
|  | Lớp Cầu gai |
|  |             |

|  | Lớp Đuôi rắn |
|  |              |
|  | Lớp Sao biển |
|  |              |

|  | Lớp Hải sâm |
|  |             |
|  | Lớp Cầu gai |
|  |             |

|  | Lớp Đuôi rắn |
|  |              |
|  | Lớp Sao biển |
|  |              |

|  | Động vật lột da  |
|  |                  |
|  | Động vật xoáy ốc |
|  |                  |

|  | Lớp Hải sâm |
|  |             |
|  | Lớp Cầu gai |
|  |             |

|  | Lớp Đuôi rắn |
|  |              |
|  | Lớp Sao biển |
|  |              |

|  | Lớp Hải sâm |
|  |             |
|  | Lớp Cầu gai |
|  |             |

|  | Lớp Đuôi rắn |
|  |              |
|  | Lớp Sao biển |
|  |              |

|  | Lớp Hải sâm |
|  |             |
|  | Lớp Cầu gai |
|  |             |

|  | Lớp Đuôi rắn |
|  |              |
|  | Lớp Sao biển |
|  |              |

|  | Lớp Hải sâm |
|  |             |
|  | Lớp Cầu gai |
|  |             |

|  | Lớp Đuôi rắn |
|  |              |
|  | Lớp Sao biển |
|  |              |

|  | Lớp Hải sâm |
|  |             |
|  | Lớp Cầu gai |
|  |             |

|  | Lớp Đuôi rắn |
|  |              |
|  | Lớp Sao biển |
|  |              |

|  | Lớp Hải sâm |
|  |             |
|  | Lớp Cầu gai |
|  |             |

|  | Lớp Đuôi rắn |
|  |              |
|  | Lớp Sao biển |
|  |              |

|  | Lớp Hải sâm |
|  |             |
|  | Lớp Cầu gai |
|  |             |

|  | Lớp Đuôi rắn |
|  |              |
|  | Lớp Sao biển |
|  |              |

|  | Lớp Hải sâm |
|  |             |
|  | Lớp Cầu gai |
|  |             |

|  | Lớp Đuôi rắn |
|  |              |
|  | Lớp Sao biển |
|  |              |

|  | Động vật lột da  |
|  |                  |
|  | Động vật xoáy ốc |
|  |                  |

|  | Lớp Hải sâm |
|  |             |
|  | Lớp Cầu gai |
|  |             |

|  | Lớp Đuôi rắn |
|  |              |
|  | Lớp Sao biển |
|  |              |

|  | Lớp Hải sâm |
|  |             |
|  | Lớp Cầu gai |
|  |             |

|  | Lớp Đuôi rắn |
|  |              |
|  | Lớp Sao biển |
|  |              |

|  | Lớp Hải sâm |
|  |             |
|  | Lớp Cầu gai |
|  |             |

|  | Lớp Đuôi rắn |
|  |              |
|  | Lớp Sao biển |
|  |              |

|  | Lớp Hải sâm |
|  |             |
|  | Lớp Cầu gai |
|  |             |

|  | Lớp Đuôi rắn |
|  |              |
|  | Lớp Sao biển |
|  |              |

|  | Lớp Hải sâm |
|  |             |
|  | Lớp Cầu gai |
|  |             |

|  | Lớp Đuôi rắn |
|  |              |
|  | Lớp Sao biển |
|  |              |

|  | Lớp Hải sâm |
|  |             |
|  | Lớp Cầu gai |
|  |             |

|  | Lớp Đuôi rắn |
|  |              |
|  | Lớp Sao biển |
|  |              |

|  | Lớp Hải sâm |
|  |             |
|  | Lớp Cầu gai |
|  |             |

|  | Lớp Đuôi rắn |
|  |              |
|  | Lớp Sao biển |
|  |              |

|  | Lớp Hải sâm |
|  |             |
|  | Lớp Cầu gai |
|  |             |

|  | Lớp Đuôi rắn |
|  |              |
|  | Lớp Sao biển |
|  |              |

|  | Động vật lột da  |
|  |                  |
|  | Động vật xoáy ốc |
|  |                  |

|  | Lớp Hải sâm |
|  |             |
|  | Lớp Cầu gai |
|  |             |

|  | Lớp Đuôi rắn |
|  |              |
|  | Lớp Sao biển |
|  |              |

|  | Lớp Hải sâm |
|  |             |
|  | Lớp Cầu gai |
|  |             |

|  | Lớp Đuôi rắn |
|  |              |
|  | Lớp Sao biển |
|  |              |

|  | Lớp Hải sâm |
|  |             |
|  | Lớp Cầu gai |
|  |             |

|  | Lớp Đuôi rắn |
|  |              |
|  | Lớp Sao biển |
|  |              |

|  | Lớp Hải sâm |
|  |             |
|  | Lớp Cầu gai |
|  |             |

|  | Lớp Đuôi rắn |
|  |              |
|  | Lớp Sao biển |
|  |              |

|  | Lớp Hải sâm |
|  |             |
|  | Lớp Cầu gai |
|  |             |

|  | Lớp Đuôi rắn |
|  |              |
|  | Lớp Sao biển |
|  |              |

|  | Lớp Hải sâm |
|  |             |
|  | Lớp Cầu gai |
|  |             |

|  | Lớp Đuôi rắn |
|  |              |
|  | Lớp Sao biển |
|  |              |

|  | Lớp Hải sâm |
|  |             |
|  | Lớp Cầu gai |
|  |             |

|  | Lớp Đuôi rắn |
|  |              |
|  | Lớp Sao biển |
|  |              |

|  | Lớp Hải sâm |
|  |             |
|  | Lớp Cầu gai |
|  |             |

|  | Lớp Đuôi rắn |
|  |              |
|  | Lớp Sao biển |
|  |              |

|  | Động vật lột da  |
|  |                  |
|  | Động vật xoáy ốc |
|  |                  |

## Giá trị sản sinh và mở rộng
Có một ít loài của ngành Động vật da gai là thực phẩm bảo quý, ví như loài hải sâm, noãn của loài cầu gai. Trong hệ thống sinh thái biển và đại dương, loài động vật da gai luôn là loài ưu thế ở trong số ít quần xã động vật cư lưu ở đáy. Trong số lượng sinh vật của động vật đáy ở đáy biển và vực sâu, loài động vật da gai chiếm cao nhất khoảng 90%. Trong việc nghiên cứu địa lí học động vật đáy, loài động vật da gai luôn là loài chỉ thị rất tốt. Một ít chủng loại mang bản tính lọc thức ăn đạt đến trình độ vận tải số lượng nhiều vật chất thối rữa, điều đó có thể làm giảm thiểu hoạt động của vi sinh vật ở đáy biển và đại dương. Một ít chủng loại dùi đá đục đá tạo thành sự phá hoại với đường bờ biển. Một ít loại đuôi rắn luôn là vật liệu mồi của loài cá ở đáy biển. Loài sao biển ưa thích ăn loài động vật có vỏ, cho nên luôn là kẻ địch gây hại ở trong nuôi trồng loài động vật có vỏ. Chủng loại hoá thạch của ngành Động vật da gai rất nhiều, chiếm hữu địa vị nhất định ở trong địa chất học. Địa tầng calci cácbônát đã lâu năm toàn bộ được cấu thành từ bộ xương của lớp Huệ biển đã phân giải xong. Ở phương diện nghiên cứu lí luận cơ sở của các thật nghiệm của ngành phôi thai học, tế bào sinh dục của giống cái của lớp Cầu gai là một trong những vật liệu thật nghiệm rất tốt. Một ít loài động vật da gai có sẵn tuyến sinh độc hoặc dịch tiết độc, có khả năng phát triển thành dược phẩm thông qua nghiên cứu. Chất Holothurin (hải sâm tố) và Glycosaminoglycan (danh pháp cũ: Mucopolysaccharides) phân tách ra từ mấy loài hải sâm có sẵn hoạt tính kháng bệnh ung thư.